# Fürst Walter
Fürst Walter svájci parasztvezér volt a XIII. század végén - XIV. század elején a későbbi Uri kantonból. Aegidius Tschudi XVI. századi svájci történetíró szerint Fürst egyike a három vezetőnek, akik 1291-ben megalapították a Svájci Államszövetséget.

## Emlékezete
A magyar kártya zöld alsó lapja őt ábrázolja.